# 干潟駅
干潟駅（ひがたえき）は、千葉県旭市ニ（に）にある、東日本旅客鉄道（JR東日本）総武本線の駅である。

## 歴史

### 年表
- 1898年（明治31年）2月25日：総武鉄道の駅として開設[1]。
- 1907年（明治40年）9月1日：総武鉄道が買収され、帝国鉄道庁の駅となる[1]。
- 1971年（昭和46年）10月1日：貨物取扱廃止[1]。
- 1987年（昭和62年）4月1日：国鉄分割民営化に伴い、東日本旅客鉄道（JR東日本）の駅となる[3]。
- 時期不明：業務委託駅化。
- 2009年（平成21年）3月14日：ICカード「Suica」の利用が可能となる[4]。東京近郊区間に組込まれる[4]。

### 駅名の由来
地名由来では無く、江戸時代初期、寛文年間に当地に所在した椿海が新田開発により干拓され、「干潟八万石」と呼ばれる穀倉地帯であったことに由来する。当地はかつての椿海の南岸に位置している。

#### 所在地と名称
2005年（平成17年）まで付近に香取郡干潟町（ひかたまち）が存在していたが（現在は旭市と合併）、当駅からは北に数キロ離れたかつての椿海北岸にあり、当駅は合併以前からの旧・旭市（駅開設当初は海上郡旭町）に属している。干潟町の地名は駅開設より後の1955年（昭和30年）に当駅と同様「干潟八万石」に由来して命名された新しい地名で、当駅とは直接関係は無い。

## 駅構造
相対式ホーム2面2線を有する地上駅。銚子方に向かって左手側（西側）の駅本屋側に位置する上り本線が2番線、対向の下り本線が1番線で付番されている。遅くとも1993年（平成5年）時点までは1番線の反対側に副本線0番線が設置されていたが、既に1988年（昭和63年）時点で機能維持のために1日1本の上り列車のみが使用している状況であった。
ホームは嵩上げされていない。互いのホームは跨線橋で連絡している。木造駅舎を有する。
JR東日本ステーションサービスが受託する業務委託駅（成田統括センター（銚子駅）管理）であるが、早朝と夜間は無人駅となる。

### のりば

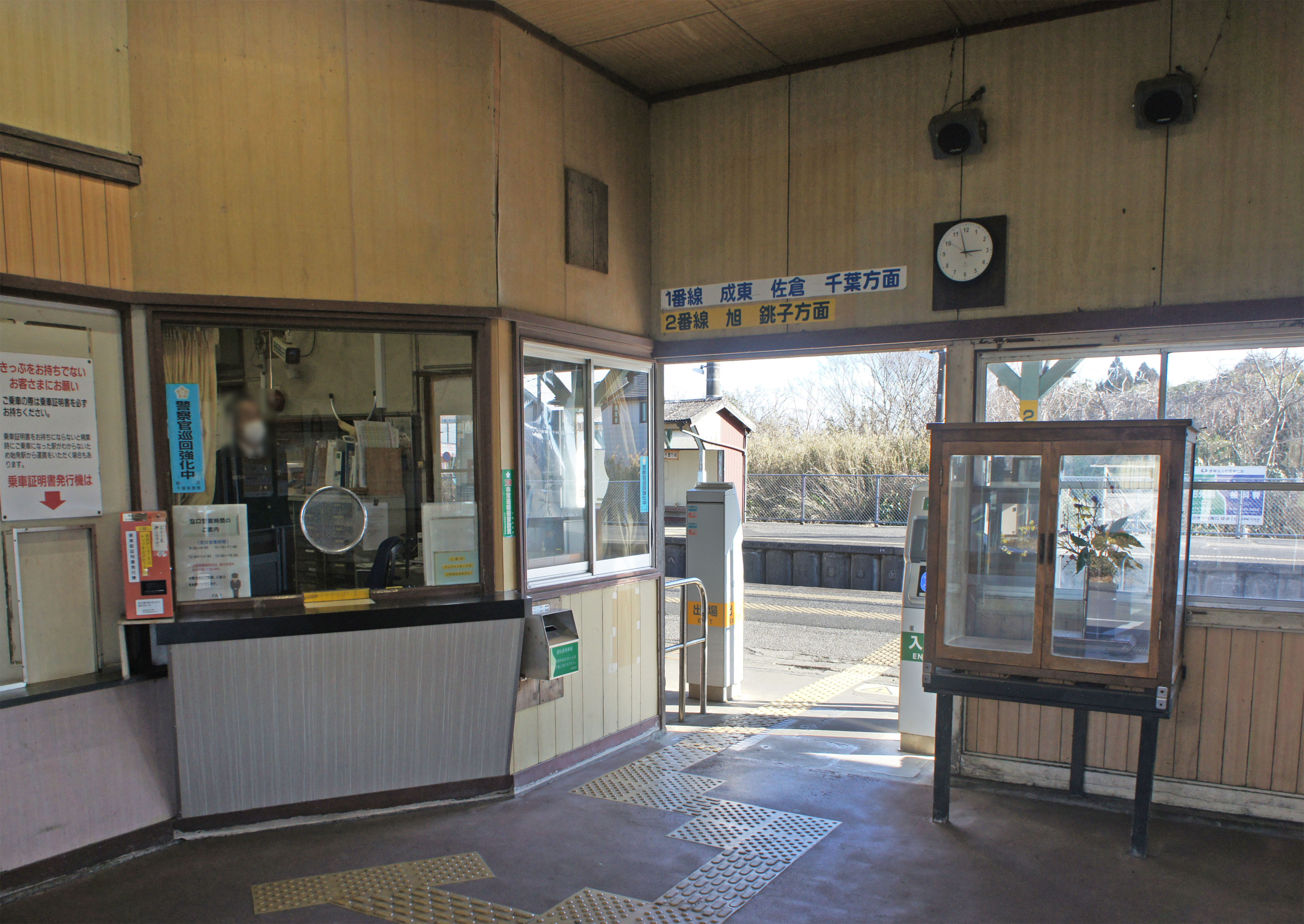
改札口（2022年2月）
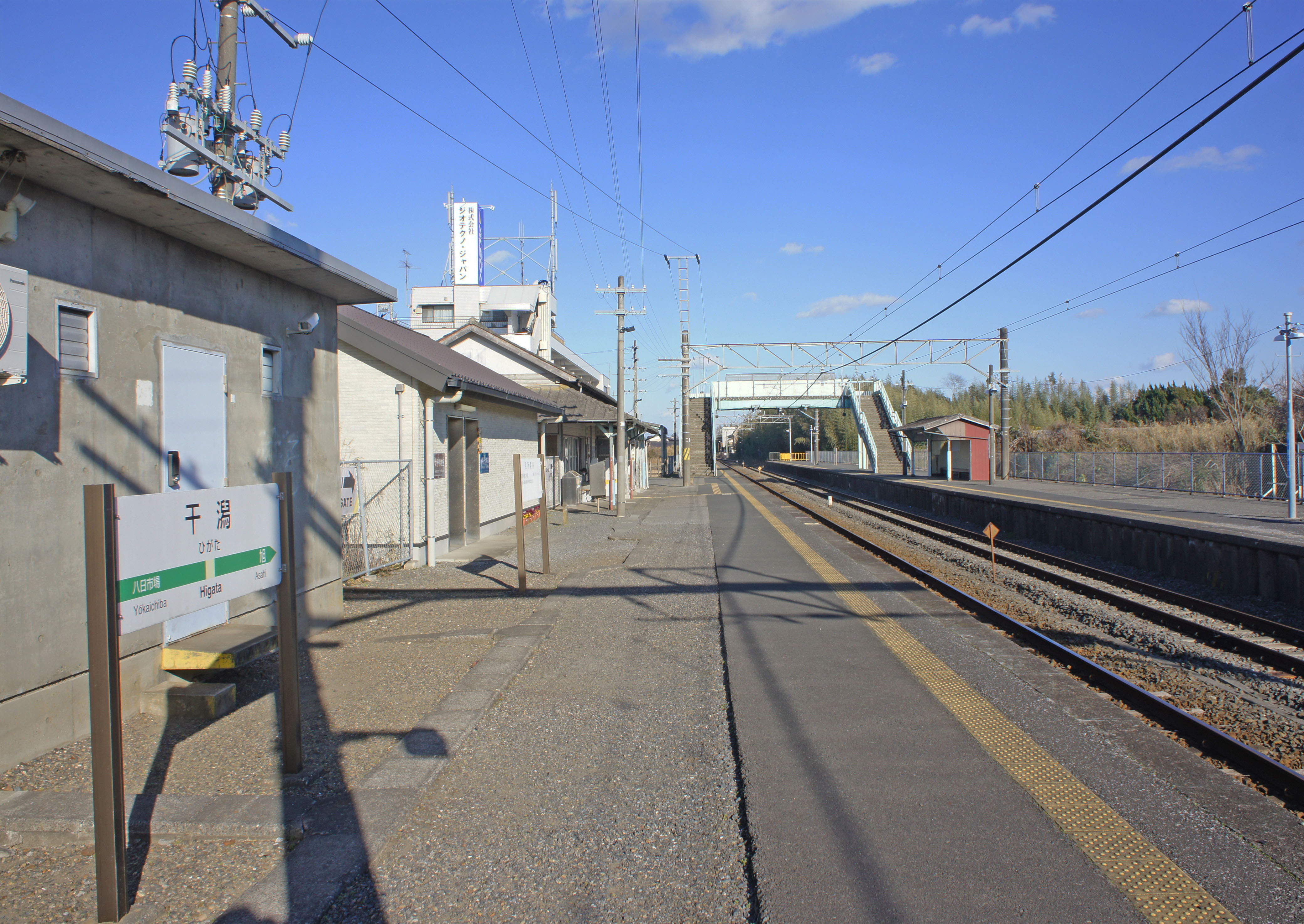
駅ホーム（2022年2月）

| 番線 | 路線      | 方向 | 行先                 |
| ---- | --------- | ---- | -------------------- |
| 1    | ■総武本線 | 上り | 成東・佐倉・千葉方面 |
| 2    | ■総武本線 | 下り | 旭・銚子方面         |

（出典：JR東日本:駅構内図）
- ホームは8両編成までに対応する[1]。

- 改札口（2022年2月）
- 駅ホーム（2022年2月）

## 利用状況
2023年（令和5年）度の1日平均乗車人員は865人である。
JR東日本及び千葉県統計年鑑によると、近年の1日平均乗車人員の推移は以下の通り。
| 年度               | 1日平均 乗車人員 | 出典     |
| ------------------ | ---------------- | -------- |
| 1990年（平成02年） | 1,287            | [ * 1 ]  |
| 1991年（平成03年） | 1,347            | [ * 2 ]  |
| 1992年（平成04年） | 1,405            | [ * 3 ]  |
| 1993年（平成05年） | 1,372            | [ * 4 ]  |
| 1994年（平成06年） | 1,319            | [ * 5 ]  |
| 1995年（平成07年） | 1,305            | [ * 6 ]  |
| 1996年（平成08年） | 1,279            | [ * 7 ]  |
| 1997年（平成09年） | 1,238            | [ * 8 ]  |
| 1998年（平成10年） | 1,172            | [ * 9 ]  |
| 1999年（平成11年） | 1,128            | [ * 10 ] |
| 2000年（平成12年） | 1,067            | [ * 11 ] |
| 2001年（平成13年） | 1,059            | [ * 12 ] |
| 2002年（平成14年） | 1,048            | [ * 13 ] |
| 2003年（平成15年） | 1,055            | [ * 14 ] |
| 2004年（平成16年） | 1,027            | [ * 15 ] |
| 2005年（平成17年） | 1,012            | [ * 16 ] |
| 2006年（平成18年） | 981              | [ * 17 ] |
| 2007年（平成19年） | 949              | [ * 18 ] |
| 2008年（平成20年） | 922              | [ * 19 ] |
| 2009年（平成21年） | 891              | [ * 20 ] |
| 2010年（平成22年） | 911              | [ * 21 ] |
| 2011年（平成23年） | 912              | [ * 22 ] |
| 2012年（平成24年） | 887              | [ * 23 ] |
| 2013年（平成25年） | 929              | [ * 24 ] |
| 2014年（平成26年） | 948              | [ * 25 ] |
| 2015年（平成27年） | 974              | [ * 26 ] |
| 2016年（平成28年） | 974              | [ * 27 ] |
| 2017年（平成29年） | 936              | [ * 28 ] |
| 2018年（平成30年） | 865              | [ * 29 ] |
| 2019年（令和元年） | 837              | [ * 30 ] |
| 2020年（令和02年） | 667              |          |
| 2021年（令和03年） | 797              |          |
| 2022年（令和04年） | 856              |          |
| 2023年（令和05年） | 865              |          |

## 駅周辺

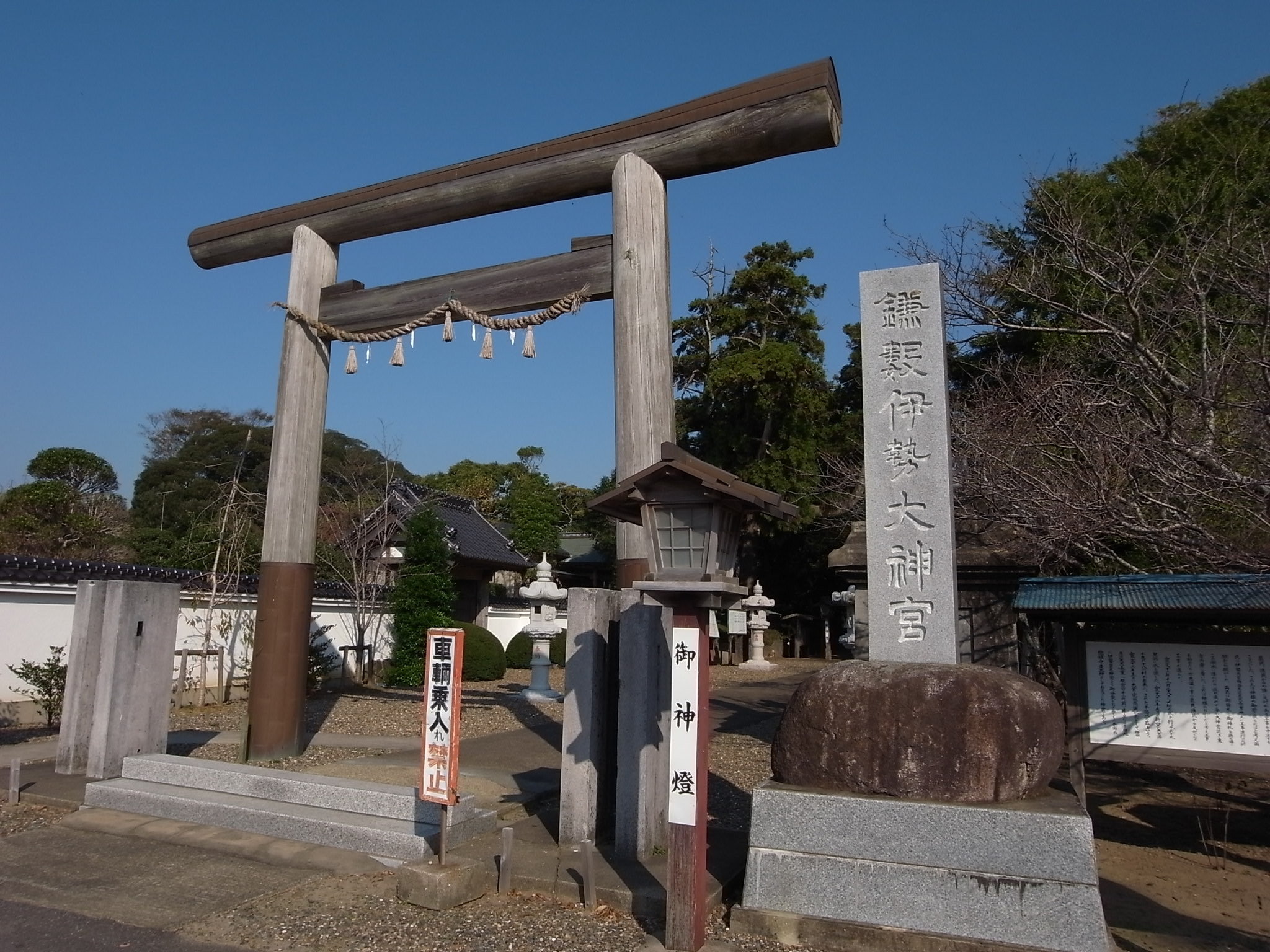
鎌数伊勢大神宮

駅前は国道126号に面しており、国道沿いには商業施設、飲食店（チェーンストア）などが林立する。駅から徒歩約10分の位置には、あさひ新産業パーク・あさひ鎌数工業団地（旧大日本帝国海軍香取航空基地の跡地に造られた工業団地）が整備されており、ゼンショー、ユアサ・フナショク、佐川急便などの工場、物流倉庫が集約している。
- 千葉県道56号佐原椿海線
- 千葉県立旭テクノスクール
- 千葉県立東総工業高等学校
- 旭市立干潟小学校
- あさひこひつじ幼稚園（認定こども園）
- 干潟駅前通郵便局
- 東洋自動車教習所
- あさひ新産業パーク（あさひ鎌数工業団地）
- 銚子商工信用組合干潟支店
- 銚子信用金庫干潟支店
- 鎌数伊勢大神宮
- 干潟公園
- ドン・キホーテ旭店
- タイヨービッグハウス旭店
- スーパーセンタートライアル旭川口店
- コメリパワー旭店

## バス路線
「干潟駅」停留所にて、以下のコミュニティバスや高速バスが発着する。
- 旭市コミュニティバス
  - 東西線：旭農高・道の駅季楽里あさひ・永井岡・飯岡灯台・防衛庁入口[7]
  - 旭南ルート：旭中央病院・道の駅季楽里あさひ[8]
  - 干潟ルート：旭中央病院[9]
- 匝瑳市内循環バス
- 高速バス（京成バス・京成バス千葉イースト）
  - 東京銚子線「横芝光・旭ルート」：バスターミナル東京八重洲 / 旭中央病院東・銚子駅

## 隣の駅
東日本旅客鉄道（JR東日本）
■総武本線
八日市場駅 - 干潟駅 - 旭駅

#### 利用状況に関する資料
1. ↑  千葉県統計年鑑 - 千葉県
2. ↑  統計あさひ - 旭市

JR東日本の2000年度以降の乗車人員
1. 1 2 3  各駅の乗車人員（2023年度） - JR東日本
2. ↑  各駅の乗車人員（2000年度） - JR東日本
3. ↑  各駅の乗車人員（2001年度） - JR東日本
4. ↑  各駅の乗車人員（2002年度） - JR東日本
5. ↑  各駅の乗車人員（2003年度） - JR東日本
6. ↑  各駅の乗車人員（2004年度） - JR東日本
7. ↑  各駅の乗車人員（2005年度） - JR東日本
8. ↑  各駅の乗車人員（2006年度） - JR東日本
9. ↑  各駅の乗車人員（2007年度） - JR東日本
10. ↑  各駅の乗車人員（2008年度） - JR東日本
11. ↑  各駅の乗車人員（2009年度） - JR東日本
12. ↑  各駅の乗車人員（2010年度） - JR東日本
13. ↑  各駅の乗車人員（2011年度） - JR東日本
14. ↑  各駅の乗車人員（2012年度） - JR東日本
15. ↑  各駅の乗車人員（2013年度） - JR東日本
16. ↑  各駅の乗車人員（2014年度） - JR東日本
17. ↑  各駅の乗車人員（2015年度） - JR東日本
18. ↑  各駅の乗車人員（2016年度） - JR東日本
19. ↑  各駅の乗車人員（2017年度） - JR東日本
20. ↑  各駅の乗車人員（2018年度） - JR東日本
21. ↑  各駅の乗車人員（2019年度） - JR東日本
22. ↑  各駅の乗車人員（2020年度） - JR東日本
23. ↑  各駅の乗車人員（2021年度） - JR東日本
24. ↑  各駅の乗車人員（2022年度） - JR東日本

千葉県統計年鑑
1. ↑  千葉県統計年鑑（平成3年）
2. ↑  千葉県統計年鑑（平成4年）
3. ↑  千葉県統計年鑑（平成5年）
4. ↑  千葉県統計年鑑（平成6年）
5. ↑  千葉県統計年鑑（平成7年）
6. ↑  千葉県統計年鑑（平成8年）
7. ↑  千葉県統計年鑑（平成9年）
8. ↑  千葉県統計年鑑（平成10年）
9. ↑  千葉県統計年鑑（平成11年）
10. ↑  千葉県統計年鑑（平成12年）
11. ↑  千葉県統計年鑑（平成13年）
12. ↑  千葉県統計年鑑（平成14年）
13. ↑  千葉県統計年鑑（平成15年）
14. ↑  千葉県統計年鑑（平成16年）
15. ↑  千葉県統計年鑑（平成17年）
16. ↑  千葉県統計年鑑（平成18年）
17. ↑  千葉県統計年鑑（平成19年）
18. ↑  千葉県統計年鑑（平成20年）
19. ↑  千葉県統計年鑑（平成21年）
20. ↑  千葉県統計年鑑（平成22年）
21. ↑  千葉県統計年鑑（平成23年）
22. ↑  千葉県統計年鑑（平成24年）
23. ↑  千葉県統計年鑑（平成25年）
24. ↑  千葉県統計年鑑（平成26年）
25. ↑  千葉県統計年鑑（平成27年）
26. ↑  千葉県統計年鑑（平成28年）
27. ↑  千葉県統計年鑑（平成29年）
28. ↑  千葉県統計年鑑（平成30年）
29. ↑  千葉県統計年鑑（令和元年）
30. ↑  千葉県統計年鑑（令和2年）